# Route européenne 532
Pour les articles homonymes, voir Route 532.
La route européenne 532 est une route reliant Memmingen à Füssen.